# Hyagnis kashmirensis
Hyagnis kashmirensis là một loài bọ cánh cứng trong họ Cerambycidae.